# Roller (Apache 207)
Roller è un singolo del rapper tedesco Apache 207, pubblicato il 23 agosto 2019 come primo estratto dal primo EP Platte.

## Video musicale
Il video musicale è stato reso disponibile il 23 agosto 2019, in concomitanza con l'uscita del brano.

## Tracce
Testi di Volkan Yaman, musiche di Jennifer Allendoerfer e Luis Cruz.
1. Roller – 2:37

## Formazione
- Apache 207 – voce
- Suena Lucry – produzione, missaggio
- Lex Barkey – mastering

## Successo commerciale
Roller è diventata la canzone in lingua tedesca più riprodotta di sempre su Spotify nel settembre 2020, superando Du hast del 1997 dei Rammstein con oltre 200 milioni di stream. Quest'ultima si è rimpossessata del primato circa due anni più tardi. Roller è stato inoltre il brano con il maggior numero di stream in suolo tedesco per due anni consecutivi.

## Classifiche

### Classifiche settimanali
| Classifica (2019) | Posizione massima |
| ----------------- | ----------------- |
| Austria           | 2                 |
| Germania          | 1                 |
| Svizzera          | 4                 |

### Classifiche di fine anno
| Classifica (2019) | Posizione |
| ----------------- | --------- |
| Austria           | 8         |
| Germania          | 3         |
| Svizzera          | 32        |
| Classifica (2020) | Posizione |
| Austria           | 6         |
| Germania          | 3         |
| Svizzera          | 22        |
| Classifica (2021) | Posizione |
| Austria           | 65        |
| Germania          | 30        |
| Classifica (2022) | Posizione |
| Germania          | 64        |
| Classifica (2023) | Posizione |
| Austria           | 75        |
| Germania          | 26        |
| Classifica (2024) | Posizione |
| Germania          | 96        |

### Classifiche di fine decennio
| Classifica (2010-19) | Posizione |
| -------------------- | --------- |
| Austria              | 52        |